# Jacob Ludvigsen
Jacob Ludvigsen (født 13. december 1947 i Gentofte - død 2. april 2017) var en dansk journalist og forfatter, der havde arbejdet på Folkebladet for Gladsaxe Kommune, Skive Folkeblad, Ekstra Bladet, Information og Danmarks Radio. Han stiftede Hovedbladet, der eksisterede 1970-72. Han blev senere reklamemand og var idémanden til reklamerne for Tuborg Squash med Jacob Haugaard og Finn Nørbygaard.

## Ungdomsoprører
Jacob Ludvigsen blev kendt pga. sin optræden med Jesper Klein i TV-ungdomsmagasinet Peberkværnen, der blev stoppet efter politisk pres, fordi sagfører Carl Madsen havde været på skærmen.
Jacob Ludvigsen var en af idégeneratorerne i ungdomsoprøret og var med til at skabe ideen om Thylejren og Christiania. I 1971 anførte han marchen ind på den forladte Bådsmandsstrædes Kaserne og udråbte fristaden Christiania.
Senere var Ludvigsen i højere grad kendt som klummeskribent og debattør med indlæg om bl.a. fordelene ved sort arbejde og lavere skat, klimadebattens forkerte præmisser, indvandringens problemer, rygelovens diktatur m.m.

## Bornholm
Jacob Ludvigsen og hans hustru, Elizabeth Løvegal, flyttede i februar 1978 til Bornholm, hvor de overtog landejendommen "Højbo" på Brændesmark mellem Svaneke og Østermarie. Hun fremstiller biodynamiske hudplejemidler af planter fra egen urtegård og drev i 8 år en botanisk have med 300 lægeplanter. Flytningen til Bornholm forhindrede ikke, at Ludvigsen arbejdede fuldtids på Ekstra Bladet 1979-88 – det sidste halve år som chefredaktør på søndagsudgaven – og derefter på reklamebureauet Wibroe, Duckert & Partners. Her lavede han Squash-reklamerne i 1989 og det følgende årti. Jacob Haugaards købmandsbutik i reklamerne var inspireret af Bornholms sidste landhandel, Røbro Købmandsforretning i Rø.
Ludvigsen stod i årenes løb for mange spøjse indslag i den bornholmske medieverden, bl.a. et forsøg på at oprette en sporvognslinje på Nordbornholm og gennemførelse af afprøvning af ekkoet i Ekkodalen. Han var tilknyttet Lokalavisen Bornholm i hele avisens levetid. Han modtog KulturBornholms Honoré de Balzac-pris.